# Петросавиевые
Петросавиевые (лат. Petrosaviaceae) — семейство растений монотипного порядка Петросавиецветные, включающее два рода, распространённых в Восточной и Юго-Восточной Азии. Растения обоих родов встречаются в высокогорных местностях, на юге и востоке Китая, в Японии и западе Малайзии.
Петросавиецветные (лат. Petrosaviales) - по современной классификации APG IV монотипный порядок цветковых растений, включающий 1 семейство, 2 рода и 4 ботанических вида. Порядок входит в дочернюю кладу Монокоты (однодольные) клады Цветковые растения.

## Таксономия
В состав семейства входят два рода:
- Japonolirion — Японолирион. Монотипный род; фотосинтезирующие растения.
- Petrosavia — Петросавия. Три вида нефотосинтезирующих микотрофических растений.

В системе классификации APG II (2003) семейство входит в группу monocots, но не включено в какие-либо порядки.
В системе классификации APG III (2009) и APG IV (2016) семейство Петросавиевые включено в монотипный порядок Петросавиецветные (Petrosaviales) в составе группы monocots. Авторство названия Petrosaviales принадлежит российскому ботанику Армену Леоновичу Тахтаджяну (1910—2009), который впервые его обнародовал в своей работе 1997 года Diversity and Classification of Flowering Plants.

### Таксономическое положение[2]
- Petrosaviales Takht., 1997, Divers. Classific. Fl. Pl. 577. 1997
- Petrosaviaceae  Hutch., 1934, Fam. Fl. Pl., Monocot. 2: 36

Cемейство Петросавиевые (Petrosaviaceae) относится к порядку Петросавиецветные (Petrosaviales), который включается в дочернюю кладу Монокоты клады Цветковые растения. Кладограмма в соответствии с Системой APG IV:
|  |                          |  |                                   | порядок Петросавиецветные |  | семейство Петросавиевые |  | 2 рода |  | 4 вида |
|  |                          |  |                                   | порядок Петросавиецветные |  | семейство Петросавиевые |  | 2 рода |  | 4 вида |
|  | клада Цветковые растения |  |                                   |                           |  |                         |  |        |  |        |
|  |                          |  |                                   |                           |  |                         |  |        |  |        |
|  |                          |  | ещё 63 порядка цветковых растений |                           |  |                         |  |        |  |        |
|  |                          |  |                                   |                           |  |                         |  |        |  |        |

## Синонимы
В синонимику семейства входят следующие названия:
- Japonoliriaceae Takht. — Японолирионовые
- Miyoshiaceae Nakai
- Protoliriaceae Makino, nom. inval.

## Эволюция
Возникновение петросавиевых произошло 126 миллионов лет назад, разветвление этой группы — 123 миллиона лет назад (Janssen и Bremer, 2004).